# Gnade und Berufung ohne Reue

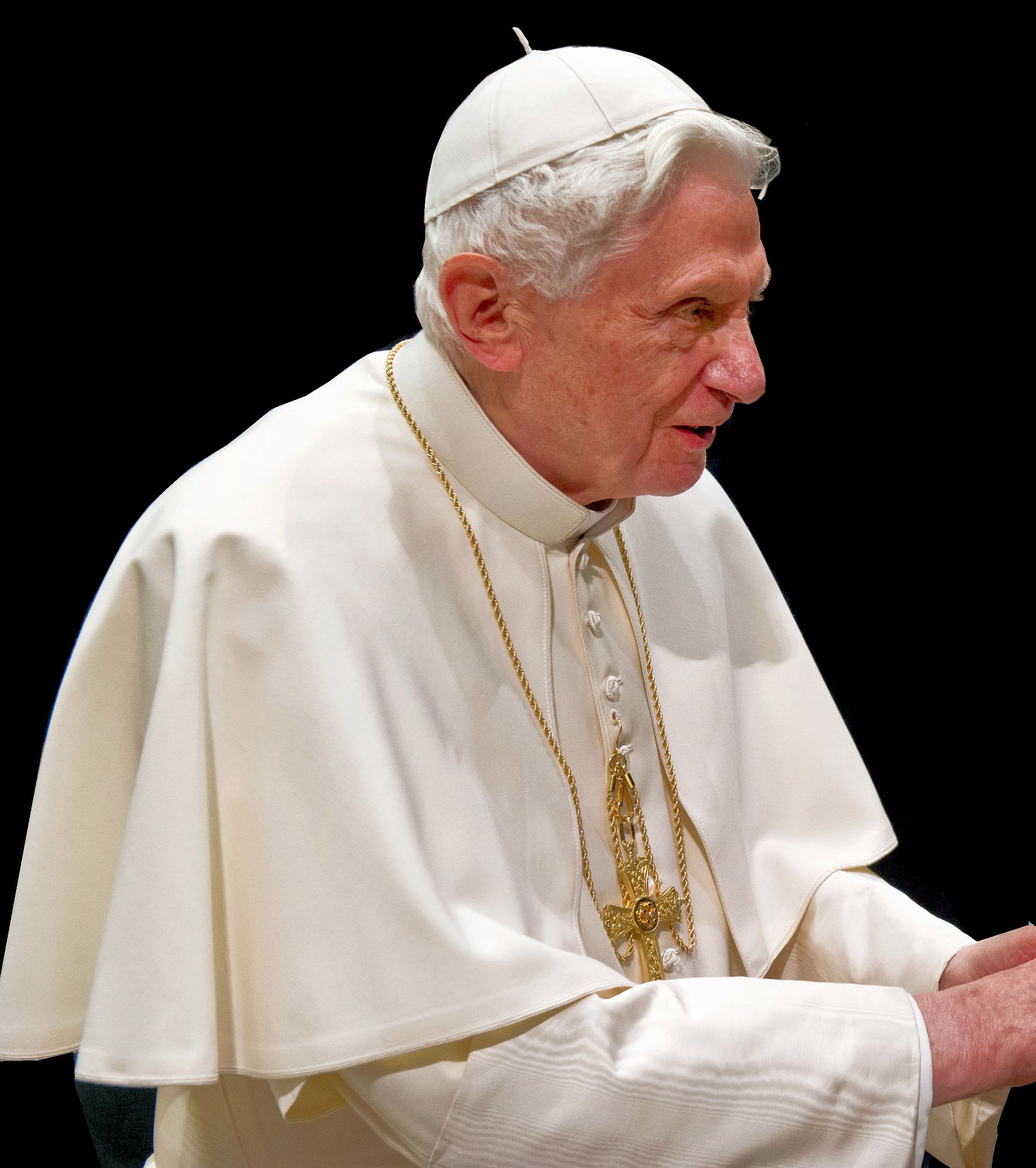
Benedikt XVI. (Januar 2013)

Gnade und Berufung ohne Reue ist der Titel eines Dokuments, in dem der emeritierte Papst Benedikt XVI. zum Verhältnis der katholischen Kirche zum Judentum  Stellung nahm. Benedikt XVI. hatte diesen zunächst „Anmerkungen zum Traktat De Iudaeis“ betitelten Text für den internen Gebrauch verfasst, doch wurde er von Kurt Kardinal Koch, dem Präsidenten der Kommission für die religiösen Beziehungen mit dem Judentum, als so bedeutsam angesehen, dass er vom Verfasser die Erlaubnis erwirkte, ihn zu veröffentlichen.
Der Essay ist  auf den 26. Oktober 2017 datiert und erschien am 12. Juli 2018 in der Zeitschrift Communio. Doch  bereits eine Vorveröffentlichung sorgte für vielfache, meist kritische Reaktionen.

## Titel
„Ohne Reue“ und „unwiderruflich“ sind zwei Möglichkeiten, das griechische Wort ἀμεταμέλητα in Röm 11,29 zu übersetzen. Die revidierte Einheitsübersetzung übersetzt diese Schlüsselstelle für Paulus’ Sicht auf das Volk Israel so: „Vom Evangelium her gesehen sind sie Feinde, und das um euretwillen; von ihrer Erwählung her gesehen aber sind sie Geliebte, und das um der Väter willen. Denn unwiderruflich sind die Gnadengaben und die Berufung Gottes.“ (Röm 11,28–29)

## Anlass
Anlass für die Abfassung von „Gnade und Berufung ohne Reue“ war ein 2015 von der genannten Vatikanischen Kommission anlässlich des fünfzigsten Jahrestags der Promulgation von Nostra aetate (28. November 1965) der Öffentlichkeit übergebenes Dokument, das den jüdisch-katholischen Dialog bereichern und intensivieren sollte. Es trug den Titel: „Denn unwiderruflich sind Gnade und Berufung, die Gott gewährt (Röm 11,29).“ Zentrale Aussagen sind darin:
- negativ: die Zurückweisung der Substitutionstheorie (die katholische Kirche sei an die Stelle des Volkes Israel getreten);[4]
- positiv: die Bekräftigung des „nie aufgekündigten Bundes“ Gottes mit dem jüdischen Volk.

Dazu nimmt Benedikt XVI. in „Gnade und Berufung ohne Reue“ kritisch Stellung. „Beide Thesen sind im Grunde richtig, sind aber doch in vielem ungenau und müssen kritisch weiter bedacht werden.“
- Das von der Vatikanischen Kommission unter Kardinal Koch 2015 veröffentlichte Dokument zieht aus der oben genannten, negativen und positiven Positionsbestimmung Konsequenzen im Blick auf den Dialog mit dem Judentum. „Dies  bedeutet  konkret, dass die Katholische Kirche keine spezifische institutionelle  Missionsarbeit, die auf Juden gerichtet ist, kennt und unterstützt.“[6] Der Dialog diene dem gegenseitigen Kennenlernen, dem Einsatz für Frieden und Gerechtigkeit sowie dem gemeinsamen Kampf gegen alle Formen von Antijudaismus und Antisemitismus.

Dazu äußert sich Benedikt XVI. in „Gnade und Berufung ohne Reue“ nicht.

## Inhalt des Dokuments

### Stellung des Alten Testaments
Judentum und Christentum seien zwei alternative Antworten auf die Zerstörung des Tempels in Jerusalem und die Diasporasituation Israels, wobei beide Religionen das Alte Testament als Grundlage ihres Glaubens lesen, wodurch sie miteinander verbunden blieben. Doch das Alte Testament könne nach dem Verlust des Tempels nicht mehr wie zuvor verstanden werden, so dass Christen und Juden, miteinander ringend, ihren je eigenen Zugang gefunden hätten:
- Für Christen, so das Dokument, sei das ganze Alte Testament auf Jesus Christus hin dynamisiert worden,[9] – als Bewegung nach vorn, hin zu einer neuen Form der Gottesverehrung, „deren Mittelpunkt die Gabe seines Leibes sein sollte.“[7] So werde das ganze Alte Testament, auch die Bücher der Tora, als Prophetie (sacramentum futuri[9]) gelesen, deren Inhalt Jesus Christus sei. Dabei werde die Aussage der Texte „nicht aufgehoben, aber sie muss überschritten werden.“[9]
- Das Judentum habe in Mischna und Talmud seine Lesart der Hebräischen Bibel als Antwort auf Tempelzerstörung und Exil entwickelt.[10] Die Tora stehe im Zentrum, prophetische und weisheitliche Schriften hätten „sekundäres Gewicht“.[9]

Trotz dieser Auseinanderentwicklung habe die Kirche von Rom früh klargestellt, dass beide Gemeinschaften den gleichen Gott anbeteten und die heiligen Bücher Israels auch für die Christenheit heilig seien. Die Differenzen lägen in der Interpretation und Gewichtung der alttestamentlichen Bücher sowie im Umfang des Kanons.

### Kritik des Begriffs „Substitutionstheorie“
Gegenüber der weit verbreiteten Meinung, Nostra aetate habe die Substitutionstheorie überwunden, stellt das Dokument fest, die katholische Kirche habe auch vor dem Zweiten Vatikanum nicht die „Substitution“ Israels durch die Kirche als eigenen Lehrgegenstand behandelt. Vielmehr seien unter dem Stichwort Substitutionstheorie nach dem Konzil verschiedene Themenfelder, in denen die Erwählung Israels konkret wird, im Nachhinein zusammengefasst worden:
1. Jerusalemer Tempelkult: Die materiellen Opfer im Tempel würden bereits an einigen Stellen in der Hebräischen Bibel kritisch betrachtet. Im hellenistischen Judentum habe sich ein rein geistiges Verständnis der Opfervorschriften entwickelt. Die Lebenshingabe Jesu am Kreuz bedeute dagegen für Christen eine Synthese von körperlichem und geistigem Opfer, die nur von Gott her möglich, aber notwendig gewesen sei. Die Opfer im Tempel seien ein Zugehen auf das Opfer Christi gewesen. Nur darin fänden sie Sinn und Erfüllung. „So gibt es in der Tat keine «Substitution», sondern ein «Unterwegssein» zur Eucharistie, auch wenn diese förmlich gesehen an die Stelle («Substitution») der Handlungen im Jerusalemer Tempel tritt.“[13]
2. Kultgesetze, die das Individuum betreffen (Sabbat, Beschneidung, Kaschrut). Hier erwähnt Benedikt XVI. die in der Reformationszeit von Protestanten vertretene Position, wonach die katholische Kirche eine neue Gesetzlichkeit aufgerichtet habe. Das sei eine historische innerchristliche Kontroverse, die heute gegenstandslos sei.[14] Die Einhaltung bzw. Nicht-Einhaltung dieser Toraweisungen seien sowohl für Juden wie auch für Christen identitätsbildend gewesen: „Insofern sind gerade diese Fragen seit der Trennung von Israel und Kirche kein eigentliches Problem mehr für beide Seiten.“[14] Was es aus katholischer Perspektive bedeutet, dass Juden heute im Alltag diese Kultgesetze befolgen, wird nicht thematisiert.
3. Rechtliche und moralische Gebote der Tora. Benedikt XVI. unterscheidet hier die kasuistischen Rechtstexte, die im Judentum selbst eine dynamische Weiterentwicklung erfahren hätten, und die moralischen Gebote (Dekalog), die für Christen bleibend gültig seien, „wenngleich im neuen Kontext der Liebe und des Geliebtseins von Jesus Christus.“[14] Er betont außerdem, „dass die moralische Weisung im Alten und Neuen Bund letztlich identisch ist und dass hier keine eigentliche «Substitution» stattfinden kann.“[15]
4. Messias. Benedikt XVI. sieht in der Frage der Messianität Jesu „die eigentliche Streitfrage zwischen Juden und Christen“.[15] Die neuere Exegese zeige eine Vielstimmigkeit und Vielgestalt der Hoffnung Israels, wobei die Hoffnung auf den Messias „nur eine Hoffnungsform unter anderen“ sei.[15] Innerhalb des Alten Testaments habe eine dynamische Entwicklung der Messiashoffnung stattgefunden, immer weniger auf politische und irdische Macht gerichtet und immer stärker das Leiden (Passion) als Wesenselement der messianischen Erwartung thematisierend. Die im Buch Daniel formulierte Hoffnungsgestalt des Menschensohnes, die Gottesknechtslieder im Buch Jesaja oder die Leidesvisionen im Buch Sacharja „erscheinen als wesentliche Etappen auf dem Weg Gottes mit seinem Volk, die auf Jesus von Nazareth zulaufen“.[16] Der Autor sieht in der Emmausgeschichte (Lk 24,13–55 EU) eine Anleitung zur Lektüre des Alten Testaments, die auch Modell und Ideal des jüdisch-christlichen Gesprächs sein könne.[17]
5. Landverheißung. Die Christenheit als „Volk aus allen Völkern“ habe für sich kein besonderes Land beansprucht (also nicht Israel substituiert). Hier stelle sich aber die Frage, wie die katholische Kirche das zionistische Projekt beurteile. Der Vatikan habe die Vorstellung, dass der Staat Israel die Erfüllung biblischer Verheißungen sei, stets zurückgewiesen, zugleich aber Israel als modernen Rechtsstaat und rechtmäßige Heimat des jüdischen Volkes bejaht, „deren Begründung freilich nicht unmittelbar aus der Heiligen Schrift abgeleitet werden kann, aber dennoch in einem weiteren Sinn die Treue Gottes zum Volk Israel ausdrücken darf“.[18]

Bei der Verhältnisbestimmung der katholischen Kirche zum Judentum sei eine statische Sicht von Substitution oder Nicht-Substitution, „die hinter dem undifferenzierten Nein zur Substitutionstheorie steht“, nicht sinnvoll.  Stattdessen solle die Dynamik der gesamten Heilsgeschichte in den Blick genommen werden, „die in Christus ihre ἀνακεφαλαίωσις findet.“ Den Schlüsselbegriff Anakephalaíosis (ἀνακεφαλαιόω anakephalaióo „zusammenfassen“) entnimmt der Autor zwar dem Epheserbrief (Eph 1,10 ), verwendet ihn aber im Sinne des Irenäus von Lyon. Der Gang der Geschichte zeige „ein Wachsen und Sichentfalten der Verheißungen“. Deshalb sieht Benedikt XVI. in den verschiedenen Themenfeldern der Erwählung Israels stets ein Unterwegssein zu Christus hin.

### Kritik des Begriffs „nie gekündigter Bund“
Im Schlussteil des Dokuments setzt sich Benedikt XVI. mit einer Lehrentwicklung in der katholischen Kirche nach dem Zweiten Vatikanum auseinander. Zwar nicht in Nostra Aetate, sondern erst bei einer Ansprache von Johannes Paul II. in Mainz 1980 sei die Formulierung gefunden worden, „dass der Bund, den Gott mit seinem Volk Israel geschlossen hat, bestehen bleibt und nie ungültig wird.“ Diese sei aber in den Katechismus der katholischen Kirche (Nr. 121) aufgenommen worden und daher verbindlich.
Wieder verwendet Benedikt XVI. zur Präzisierung des Gemeinten die Vorstellung, dass im Alten Testament eine dynamische Bewegung nach vorn, hin auf das Neue, feststellbar sei, hier also nicht der eine Bund Gottes mit Israel, sondern eine Vielfalt von Bundesschlüssen (Noach-, Abrahams-, Sinaibund und Neuer Bund). Auch ein neuer Bund werde in den prophetischen Schriften des Alten Testaments mehrfach erwähnt: Jer 31,31–34 , Ez 16,59–62 , Jes 55,3  und Hos 2,21 . An der Formulierung vom «nie gekündigtem Bund» sei „richtig, dass es keine Kündigung von seiten Gottes gibt.“ Die Erzählung vom Goldenen Kalb zeige aber modellhaft den Bundesbruch von menschlicher Seite.
Die Dynamik der Bundesschlüsse Gottes erfolge in Stufen. In Jesus Christus und in seinem Blut (Eucharistie), also in seiner Tod überwindenden Liebe, erfolge eine „Umstiftung“ des Sinaibundes zum neuen und ewigen Bund. Jesus „antwortet“ mit der Einsetzung des Abendmahls auf zwei historische Entwicklungen, die wenige Jahre nach seiner Kreuzigung erfolgten: die Zerstörung des Tempels und die Zerstreuung Israels in eine weltweite Diaspora. Die Formel „nie gekündigter Bund“ sei in der Vergangenheit vielleicht hilfreich gewesen, aber auf Dauer ungeeignet, „um die Größe der Wirklichkeit einigermaßen angemessen auszudrücken.“
Das Dokument schließt mit der Überlegung, dass, sollte eine neue Kurzformel für die Verhältnisbestimmung von Juden und Christen nötig sein, die Aussage des Paulus über die Juden Röm 11,29  ergänzt werden sollte durch den Satz, den die Heilige Schrift „zu allen“ sage: «Wenn wir standhaft bleiben, werden wir auch mit ihm herrschen; wenn wir ihn verleugnen, wird auch er uns verleugnen. Wenn wir untreu sind, bleibt er doch treu, denn er kann sich selbst nicht verleugnen» (2 Tim 2,12f , durch den Kontext ist klar, dass mit „er“ Jesus Christus gemeint ist).

## Reaktionen

### Von christlicher Seite
Am 6. Juli äußerte sich Jan-Heiner Tück, Wiener Dogmatiker und Herausgeber der Zeitschrift Communio, gegenüber Kathpress zu der bevorstehenden Veröffentlichung. Er sah darin eine Präzisierung und Weiterentwicklung der kirchenamtlichen Texte zum Judentum, etwa indem nach dem Vorbild des Apostels Paulus von mehreren Bundesschlüssen Gottes mit Israel gesprochen werde. Jedoch lasse das Dokument auch Fragen offen; die jüdische Diaspora werde zum Beispiel als „Sendung“ in die Welt gedeutet, aber nicht entfaltet, worin die Mission des Judentums in der Welt bestehe.
Christian Rutishauser fasste am 8. Juli in der NZZ den „in alter brillanter Manier“ geschriebenen Essay so zusammen, dass Benedikt XVI. zwar die Neuausrichtung des Verhältnisses der katholischen Kirche zum Judentum bejahe, aber den Inhalt weitgehend aushöhle. Christliche Identität werde auf Kosten der jüdischen formuliert. Nirgends gehe der Verfasser auf jüdische Gesprächspartner zu, erwähne auch zwei aktuelle jüdisch-orthodoxe Beiträge zum Gespräch mit dem Katholizismus (To Do the Will of Our Father in Heaven 2015 und Between Jerusalem and Rome 2016) mit keinem Wort.
Der katholische Neutestamentler Thomas Söding erinnerte daran, dass mit der Überschrift den Überlegungen Benedikts XVI. ein Motto aus dem Römerbrief vorangestellt sei. Der ganze Text sei eine Entfaltung paulinischer Israel-Theologie.
Die Internationale Konferenz Bekennender Gemeinschaften (IKBG/ICN) begrüßte anlässlich des Israelsonntags am 5. August „mit großer Dankbarkeit“ den Entwurf Benedikts XVI. als „ermutigende Klarstellung“, die auch für evangelische Christen bedeutsam sei und in der Presse fälschlich als antijüdisch dargestellt worden sei. (Mitglieder dieser Organisation im deutschsprachigen Raum sind: Konferenz Bekennender Gemeinschaften in den Evangelischen Kirchen Deutschlands, Sammlung um Christus und sein Wort (Schweiz), Arbeitsgemeinschaft Bekennender Christen in Österreich.)

### Von jüdischer Seite
Walter Homolka äußerte sich bereits am 9. Juli während eines Festvortrags zu „Gnade und Berufung ohne Reue“ und dann ausführlicher in einem Artikel in der Zeit am 19. Juli. Er sah den Essay des ehemaligen Papstes in einer Reihe mit problematischen Entwicklungen während seines Pontifikats, besonders die traditionalistische Veränderung der Karfreitagsfürbitte 2008. Das lebendige Judentum von heute bedeute dem Verfasser nichts. Besonders die Formulierung, der Sinaibund sei zum neuen Bund „umgestiftet“ worden, sei eine Wiederaufnahme überwunden geglaubter traditioneller Denkmuster. „Joseph Ratzinger ist vielleicht kein Antisemit. Aber er eignet sich unseren Bund mit Gott an, stiehlt sich hinein, wie ein Dieb in der Nacht.“
David Bollag stellte in der NZZ mit Befremden fest, dass dem zurückgetretenen Papst durch Kardinal Koch erst das Wort erteilt worden sei, um positive Entwicklungen des Dialogs während des Pontifikats von Papst Franziskus zu hinterfragen. Er frage sich, wie Kardinal Koch in diesem Essay eine Bereicherung des Dialogs sehen könne.
Arie Folger erinnerte in der Jüdischen Allgemeinen zunächst daran, dass der Text für den internen Gebrauch im Vatikan geschrieben sei und deshalb nicht an den Maßstäben des interreligiösen Dialogs gemessen werden solle. „Was erwarten wir von einem Papst? Erwarten wir Juden tatsächlich, dass die Kirche das Judentum als legitimen Umweg um die kirchliche Lehre herum akzeptieren muss? Wir brauchen die Bestätigung der Kirche nicht, um an die Wahrheit des Judentums zu glauben.“ Die These, dass es zwei Bundesschlüsse Gottes mit Israel und mit den Völkern (der Christenheit) gebe, sei innerhalb der Kirchen nur ein Minderheitenvotum. Jedoch wies Folger die Behauptung, es habe in der katholischen Kirche vor dem Zweiten Vatikanum gar keine Substitutionstheorie gegeben, als ahistorischen Revisionismus zurück und kritisierte ebenso scharf, dass der Vatikan in der Existenz des Staates Israel keine religiöse Relevanz erkenne. In Heft 6/2018 der Communio wird der Briefwechsel zwischen Ratzinger und Folger veröffentlicht.
Pinchas Goldschmidt, Präsident der Konferenz europäischer Rabbiner, kommentierte den Essay des ehemaligen Papstes (eine offizielle Übersetzung ins Englische liegt nicht vor) am 20. Juli, in einem Text anlässlich von Tischa beAv. Das Dokument zeige: Die Zerstörung des Tempels in Jerusalem habe für Christen theologische Bedeutung, und daher sei eine Rückkehr jüdischen Lebens speziell nach Jerusalem, das Aufblühen einer Vielzahl von Jeschiwot und Synagogen in dieser Stadt, für Christen eine theologische Herausforderung. Deshalb betone Benedikt XVI. den säkularen Charakter des Staates Israel.
Die Orthodoxe Rabbinerkonferenz Deutschland wandte sich am 2. August mit einem Offenen Brief an Kardinal Koch. Darin wird grundsätzlich um Klärung gebeten, „ob die katholische Kirche das gegenwärtige Judentum wertschätzen kann und worin sich diese Wertschätzung theologisch ausdrückt.“ Wenn die Rede vom ungekündigten Bund unzureichend sei, bleibe offen, was an ihre Stelle treten solle.

## Titelangaben
- Joseph Ratzinger/Benedikt XVI.: Gnade und Berufung ohne Reue. Anmerkungen zum Traktat De Iudaeis. In: Internationale Katholische Zeitschrift «Communio» 4/2018, S. 387–406.